# Michel Albaladéjo
Pour les articles homonymes, voir Albaladejo (homonymie).
Michel Albaladéjo, né le 12 novembre 1949 à Marseille, est un footballeur français reconverti entraîneur.

## Biographie

### Joueur
Durant la saison 1969-1970, Michel Albaladéjo évolue au Bataillon de Joinville.
Il joue son premier match de D1 le 22 septembre 1971, sur le terrain de l'Olympique de Marseille avec son équipe du Lille OSC.
La saison suivante, il s'engage avec l'AC Ajaccio jusqu'en 1974.
Ce milieu de terrain est finaliste de la Coupe de France 1980 avec Orléans. Cette année-là, il est élu meilleur joueur de l'année du championnat de Division 2.

### Entraîneur-joueur (1981-1987)
En 1981, Michel Albaladejo commence sa carrière d'entraîneur au SC Orange tout en continuant à jouer.
En 1984, Albaladejo devient le nouvel entraîneur de l'US Veynes. L'équipe finit quatrième de Promotion d'Honneur en 1985 puis second en 1986 et 1987. Durant l'été 1987, Veynes se renforce et enchaine les résultats. À la trêve hivernale, Albaladejo reçoit une offre intéressante de l'AFC Creil (D3) et est libéré par l'USV.

### Entraîneur (depuis 1987)
Entre 1990 et 1992, Michel Albaladejo est l'entraîneur du FC Alençon. Il fait connaissance avec la DH de Basse-Normandie durant deux années. Au terme de la seconde, il maintient de justesse son groupe grâce à une précieuse victoire aux PTT Caen (1-2), lors de la dernière journée de championnat. Le FCA termine la saison à la dixième place (sur 12).
De 1998 à 2003, Michel Albaladejo est entraîneur du SC Abbeville, en CFA2. Il montera même en CFA en 2001 avant de redescendre en 2002.
De 2006 à 2008, Albaladejo entraîne le SC Albert et croit atteindre le CFA 2 lors de la dernière année avant d'apprendre qu'une décision de la ligue de Picardie place l'équipe en position de barragistes.
Lors de la saison 2014-2015, Michel Albaladéjo est l'entraîneur de l'équipe féminine du FC Chartres, poste qu'il quitte à la fin de la saison pour prendre en charge l'équipe réserve du FCC.

## Palmarès
- Vice-champion de France en 1975 avec l'Olympique de Marseille
- Finaliste de la Coupe de France 1980 avec l'US Orléans

## Statistiques
Michel Albaladéjo joue un total de 95 matchs en Division 1 avec le Lille OSC, Ajaccio et Marseille et plus de cent rencontres de D2 en Corse et avec l'US Orléans,.
| Saison                | Club                   | Championnat           | Championnat | Championnat | Coupe(s) nationale(s) | Coupe(s) nationale(s) | Compétition(s) continentale(s) | Compétition(s) continentale(s) | Compétition(s) continentale(s) | Total | Total |
| Saison                | Club                   | Division              | M.          | B.          | M.                    | B.                    | Comp.                          | M.                             | B.                             | M.    | B.    |
| 1970/1971             | FC Nantes              | D1                    | -           | -           | -                     | -                     | C2                             | 1                              | 0                              | 1     | 0     |
| 1971/1972             | Lille OSC              | D1                    | 14          | 1           | -                     | -                     | -                              | -                              | -                              | 14    | 1     |
| 1972/1973             | AC Ajaccio             | D1                    | 27          | 1           | 1                     | 0                     | -                              | -                              | -                              | 28    | 1     |
| 1973/1974             | AC Ajaccio             | D2                    | 30          | 6           | 5                     | 0                     | -                              | -                              | -                              | 35    | 6     |
| 1974/1975             | Olympique de Marseille | D1                    | 19          | 3           | 5                     | 0                     | -                              | -                              | -                              | 24    | 3     |
| 1975/1976             | Olympique de Marseille | D1                    | 14          | 0           | -                     | -                     | C3                             | 2                              | 0                              | 16    | 0     |
| 1976/1977             | Olympique de Marseille | D1                    | 21          | 0           | -                     | -                     | C2                             | 2                              | 0                              | 23    | 0     |
| 1977/1978             | FC Sète                | D3                    | 25          | 9           | 1                     | 1                     | -                              | -                              | -                              | 26    | 10    |
| 1978/1979             | US Orléans             | D2                    | 32          | 2           | -                     | -                     | -                              | -                              | -                              | 32    | 2     |
| 1979/1980             | US Orléans             | D2                    | 22          | 3           | 9                     | 3                     | -                              | -                              | -                              | 31    | 6     |
| 1980/1981             | US Orléans             | D2                    | 32          | 0           | 3                     | 0                     | -                              | -                              | -                              | 35    | 0     |
| Total sur la carrière | Total sur la carrière  | Total sur la carrière | 236         | 27          | 25                    | 4                     | -                              | 7                              | 0                              | 268   | 31    |